# Maurice Raizman
Maurice Raizman (Bendery, 26 febbraio 1905 – Parigi, 1º aprile 1974) è stato uno scacchista e ingegnere francese.
Nacque a Bendery (cittadina della Bessarabia allora appartenente all'Impero russo, ora appartenente alla Moldavia) da una famiglia ebraica, col nome di Miron. Negli anni Venti emigrò in Francia, stabilendosi a Parigi. Una volta ottenuta la cittadinanza francese, cambiò nome da Miron a Maurice.
Partecipò a molti Campionati francesi di scacchi, vincendone sei (1932, 1936, 1946, 1947, 1951 e 1952) e classificandosi al secondo posto in due (1934 e 1938).
Assieme a César Boutteville si trova al secondo posto per numero di vittorie nel campionato francese, dietro solamente a Étienne Bacrot (primo con 8 vittorie).
Vinse il campionato di Parigi nel 1938, e si classificò secondo nel 1953.
Partecipò con la Francia a quattro Olimpiadi degli scacchi dal 1935 al 1972.
Nel 1954 partecipò al match amichevole Francia-URSS di Parigi. Perse le due partite giocate contro Mark Taimanov. 
Di professione era un ingegnere della Régie autonome des transports parisiens (RAPT).